# Zdeněk Kudrna
Zdeněk Kudrna (ur. 2 września 1946 w Čisovicach, zm. 31 maja 1982 w Stadskanaal) – czechosłowacki żużlowiec, występujący również na długim torze, na trawie i na lodzie.

## Życiorys
Był dwukrotnym brązowym medalistą IMŚ (1977 i 1979) i sześciokrotnym mistrzem Czechosłowacji w żużlu na lodzie. W 1979 wystąpił w finale indywidualnych mistrzostw świata na żużlu na torze klasycznym w Chorzowie na Stadionie Śląskim, zajmując VII miejsce. Był brązowym medalistą drużynowych mistrzostw świata na żużlu w 1979 na torze White City w Londynie.
Zmarł 31 maja 1982 w wyniku obrażeń doznanych podczas upadku w trakcie zawodów na torze trawiastym w Stadskanaal w Holandii.